# Alexander Ettenburg
à ne pas confondre avec le coureur cycliste autrichien Alexander Egger
Alexander Ettenburg (1858–1919), dont le nom de scène est Alexander Eggers, est un comédien de théâtre et un poète allemand, surnommé « l'ermite de Hiddensee ».

## Écrits
- Die Insel Hiddensee bei Rügen: Genannt "dat Söte Länneken" das "ostseebad der Zukunft" und das "westliche Rügen", H. Kruse, 1912